# 大成藍
大成蓝，又称大成蓝布，是一个中国土布的品牌。
得名于在清末嘉庆、道光年间创立于上海，后来发展到浙江、广州等地的林大成布庄。其出产的染色土布因质地坚固，耐洗耐晒而畅销全国以及南洋一带。其用木藍等传统染料染为蓝色的土布被称为“大成蓝”。同一类的产品还有“大成灰”等。
另外，以木藍为主要成分的染料也被称作“大成蓝”。